# Rinpoche

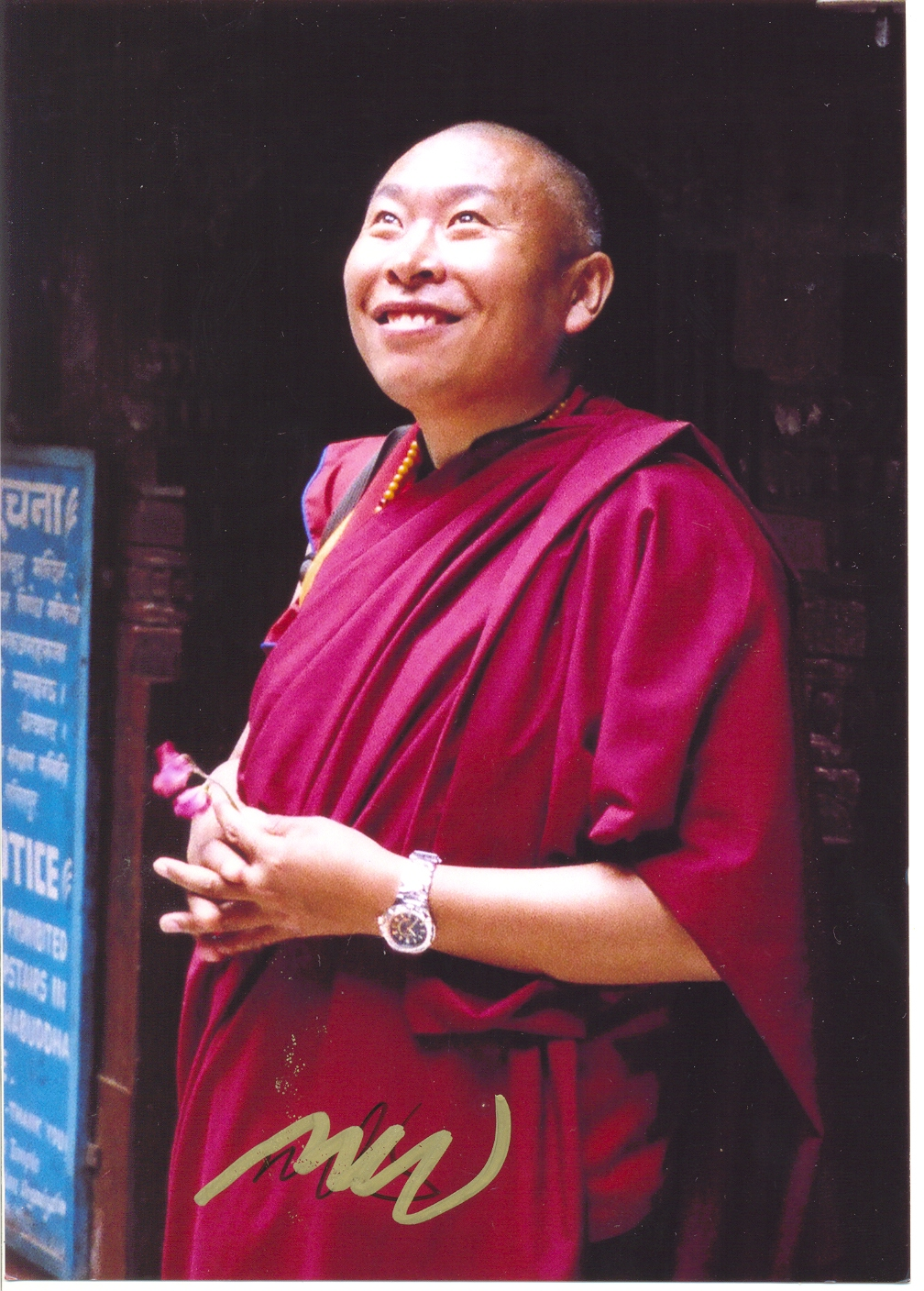
Wangdrak Rinpoche, uma figura importante no contexto do budismo tibetano, conhecido por seu papel como Lama e Tulku. Esta imagem mostra o Rinpoche em um momento de sua vida, refletindo sua posição espiritual e religiosa dentro da tradição tibetana. Como Rinpoche, ele é considerado uma reencarnação de um mestre anterior, responsável por ensinar e orientar seus seguidores.

Rinpoche é um título do budismo tibetano que se dá a um lama considerado precioso em função de seu conhecimento e prática. Inicialmente aplicado aos líderes de mosteiros e templos budistas, o termo se tornou comum, nem sempre mantendo seu significado original e designando apenas um título de respeito.
A expressão Guru Rinpoche é aplicada a Padmasambhava, considerado o iniciador do budismo no Tibete.